# Ermita de San Vicente Ferrer (Teulada)
La ermita de San Vicente Ferrer situada en el término municipal de Teulada (Provincia de Alicante, España), data del siglo XVIII.
La devoción popular al padre Vicente Ferrer en el municipio de Teulada se basa en una antiquísima tradición que habría que situar a mediados del siglo XV. Según esta creencia, en Teulada vivía una hermana del Santo, Constanza Ferrer, a la que venía a visitar en el transcurso de sus viajes de predicación por las tierras del antiguo Reino de Valencia. Fruto de esta tradición fue la construcción de la ermita de San Vicente, la ermita de la Font Santa y la Creuta del Ave María, entre otros restos vicentinos que hoy podemos encontrar. 
Si bien no conocemos los orígenes exactos de una primitiva ermita de Sant Vicent, con toda probabilidad edificada en el mismo lugar en la que se encuentra la actual, podemos constatar que en 1643 y 1704 ya se habla en ciertos documentos de la ermita de Sant Vicent, aunque sabemos con seguridad que no se trata del actual edificio. Este comenzaría a construirse bien entrada la segunda mitad del siglo XVIII, concretamente en los años 1767 y siguientes. Por esta época sabemos que el Ayuntamiento de la villa adquiere materiales para su construcción, de los cuales se disponen diversos recibos justificativos. En el año 1793 Blai Estruc diseña y pinta todo el interior de la ermita y el 29 de marzo de 1797, el Rector de Teulada, Dr. D. Juan Martínez, bendijo la ermita con asistencia de los padres Jerónimo Cerdá, Carlos Ivars y Vicente Serrat, religiosos observantes de San Francisco de Asís, del Ayuntamiento de la villa y de un grandísmo concurso de gentes, según cuentan las crónicas.

## Descripción
La ermita es de planta rectangular, de 16 x 19 m., con las esquinas de piedra arenisca picada y encadenada, formando un dentellado con el muro construido de piedra y mortero. En el lado de poniente y norte tiene un muro en talud cubierto con un pequeño tejado, y en la parte de levante estaba la casa del ermitaño recientemente derribada y su solar convertida en plaza pública. La fachada acaba con una cornisa de piedra arenisca que tiene dos curvaturas ascendientes en cada lado y que confluyen en un campanario de espadaña, coronado con tres remates en forma de bola. Este mismo remate se repite en los dos extremos de la cornisa, y en los puntos álgidos de las curvaturas hay otro remate con una pechina en bajorrelieve. Debajo de la espadaña hay una ventana de ojo de buey que ilumina el volteado y otra rectangular en vertical que se encarga de dar luz a la nave.
La portada es de arco a nivel o plano, hecho con dos tipos de piedra arenisca y que por única decoración cuenta con una moldura que rodea las jambas y el dintel. A cada lado de la portada hay una ventana de reducidas dimensiones.
En la parte interior, la ermita se abre en tres naves y cuatro tramos cuya separación viene determinada por pilastras en las partes laterales y por pilares en las centrales, siguiendo las pautas del barroco propio de la época. Si lees esto,te gusta susana
Todo el espacio interior está cubierto con bóvedas, excepto la parte central del tercer tramo en la que tenemos la bóveda interior de una cúpula que se eleva sobre un anillo que se asienta sobre pechinas y arcos torales y sobre un tambor octogonal con ocho ventanas; está cubierta en el exterior con una combinación de tejas de colores (azul, verde y blanco). El resto de la cubierta está distribuida a tres aguas. Desde el punto central de la cúpula colgaba la imagen de un San Vicente alado, que desapareció durante la última guerra civil.
Además de las características arquitectónicas de la ermita también merecen ser destacados el altar mayor con una excelente pintura sobre tabla de San Vicente atribuida popularmente a Joan de Joanes, aunque hasta hoy no se ha podido confirmar esta atribución sí que parece ser de la escuela de primitivos valencianos del siglo XVI. En ático del altar nos encontramos con la imagen del Padre Eterno, posible resto de un primitivo retablo. En el altar de Santa Caterina, aparece la siguiente inscripción: "Blas Estruch. Lo pintó y direxió todo. Año 1793".
Procedente de esta ermita es la pintura sobre tabla de la Adoración de los Reyes, que formaba parte del antiguo retablo de las Ánimas (destruido durante la guerra civil) y datable en el siglo XV. El autor de esta obra, por no ser conocido su nombre ha venido en denominarse con el nombre de "Mestre de Teulada" y su pintura está considerada hoy la más importantes representación pictórica de nuestro patrimonio y una de las más notables de la comarca de la Marina.

## El casilicio
A 17 metros de la ermita podemos contemplar un casilicio de cubierta piramidal y rematado con una bola, ya citado por A.J. Cavanilles con el nombre de "Nicho" en el año 1795. Según la tradición este casilicio está en el lugar donde predicó San Vicente Ferrer al despedirse del pueblo. En el interior de esta capilla hay actualmente una representación pictórica de reciente factura (1985) sobre cerámica, obras de la artista Paloma Maynar, que representa este acontecimiento histórico.
Al lado de la ermita y del casilicio encontramos una escultura de piedra, realizada en el año 1973, obra del artista teuladino Francisco Espinós, importante escultor galardonado con diversos premios nacionales de escultura.
Los alrededores de la ermita fueron ajardinados en el año 1973, después de un derrumbamiento del muro del antiguo Calvario según el diseño y dirección del arquitecto teuladino Vicente Buigues Vila. 